# Gudrun Ensslin
Gudrun Ensslin (Bartholomä, 1940. augusztus 15. – Stuttgart, 1977. október 18.) a nyugatnémet Vörös Hadsereg Frakció nevű szélsőbaloldali terrorszervezet egyik vezetője volt.

## Ifjúsága
Apja Helmut Ensslin lelkész volt, aki hét gyermeket nevelt. 1958-ban egy évet – cserediákként – egy amerikai középiskolában töltött, majd kiváló tanulmányi eredményei révén ösztöndíjat nyert, és angol és német nyelvet, valamint filozófiát hallgatott az egyetemen. 1965-ben barátjával, Bernward Vesperrel Nyugat-Berlinbe költözött, ahol doktori disszertációján dolgozott.

## Politikai aktivitása
Részt vett a nukleáris fegyverek és a németországi amerikai katonai bázisok elleni tüntetéseken. 1967-ben megszületett a fia, de barátjával megromlott a kapcsolata. Ensslin tevékenyen részt vett a baloldali mozgalmakban, és egy erőteljesen erotikus filmben (Das Abonnement) is szerepet vállalt.
Az iráni sah látogatása miatt erőszakba torkolltak a demonstrációk, és 1967. június 2-án egy rendőr, Karl-Heinz Kurras agyonlőtt egy tüntetőt, Benno Ohnesorgot. Ensslin kijelentette: „A fasiszta állam mindannyiunkat meg akar ölni. Az erőszakra az erőszak az egyetlen válasz.” Ebben az időszakban ismerkedett meg Andreas Baaderrel, és szerelem szövődött közöttük. 1968 elején Ensslin elhagyta partnerét, Bernward Vespert és kisfiát, Felixet. 
Vesper 1971 májusában öngyilkos lett.

## Terroristaként
Gudrun Ensslin ebben az időben döntött úgy, hogy politikai aktivistából terrorista lesz. 1968 áprilisában két nagy frankfurti raktár felgyújtása után Ensslint, Baadert, Thorwald Prollt és Horst Söhnleint letartóztatták, és háromévi börtönbüntetést szabtak ki rájuk. 1969-ben feltételes szabadlábra helyezte őket a bíróság, de miután fellebbezésüket elutasították, megszöktek. 1970 április 3-án Baadert ismét letartóztatták. Ensslin – Ulrike Meinhof társaságában – részt vett a férfi kiszabadításában május 14-én.
A következő két évben Ensslin több terrorakcióban vett részt, míg 1972. június 8-án Hamburgban letartóztatták. A Vörös Hadsereg Frakció tagjai több akciót szerveztek kiszabadítására. 1977. október 18-án – miután a Lufthansa 181-es járatának elrablása a terroristák halálával végződött – felakasztva találták a stuttgart-stammheimi börtön cellájában, miközben több társára agyonlőve találtak. Rejtélyes haláluk miatt sokan úgy gondolták, hogy a német hatóságok végeztek velük.

## Filmen
Ensslin életét a Ólomidő (Die bleierne Zeit) című film dolgozta fel.